# Tern
Der Tern (ukrainisch Терн) ist ein rechter Nebenfluss der Sula in der nordukrainischen Oblast Sumy im Übergang des Mittelrussischen Landrückens zur Dneprtiefebene. Er hat eine Länge von 76 km und ein Einzugsgebiet von 885 km². Die durchschnittliche Breite des Terns beträgt über das Jahr gesehen 5 m, gespeist wird der Fluss überwiegend von Schnee und Regen.
Bis zu seiner Mündung hat der Tern einen weiteren Weg zurückgelegt als die Sula. Dennoch gilt er nicht als Quellfluss, da er von Nordosten in die Sula, während diese sowohl oberhalb als auch unterhalb des Zusammenflusses von Osten nach Westen fließt.
Ein größerer Ort am Fluss ist Terny.